# Јовице
Јовице (слч. Jovice) насељено је мјесто са административним статусом сеоске општине (слч. obec) у округу Рожњава, у Кошичком крају, Словачка Република.

## Становништво
| Година:    | 1994. | 2004.    | 2014.   | 2024.   |
| ---------- | ----- | -------- | ------- | ------- |
| Број људи: | 612   | 695      | 761     | 820     |
| Разлика:   |       | +13,56 % | +9,49 % | +7,75 % |

| Година:    | 2023. | 2024.   |
| ---------- | ----- | ------- |
| Број људи: | 798   | 820     |
| Разлика:   |       | +2,75 % |

Према подацима о броју становника из 2011. године насеље је имало 725 становника.